# Zakład zdrojowy w Brzozowie

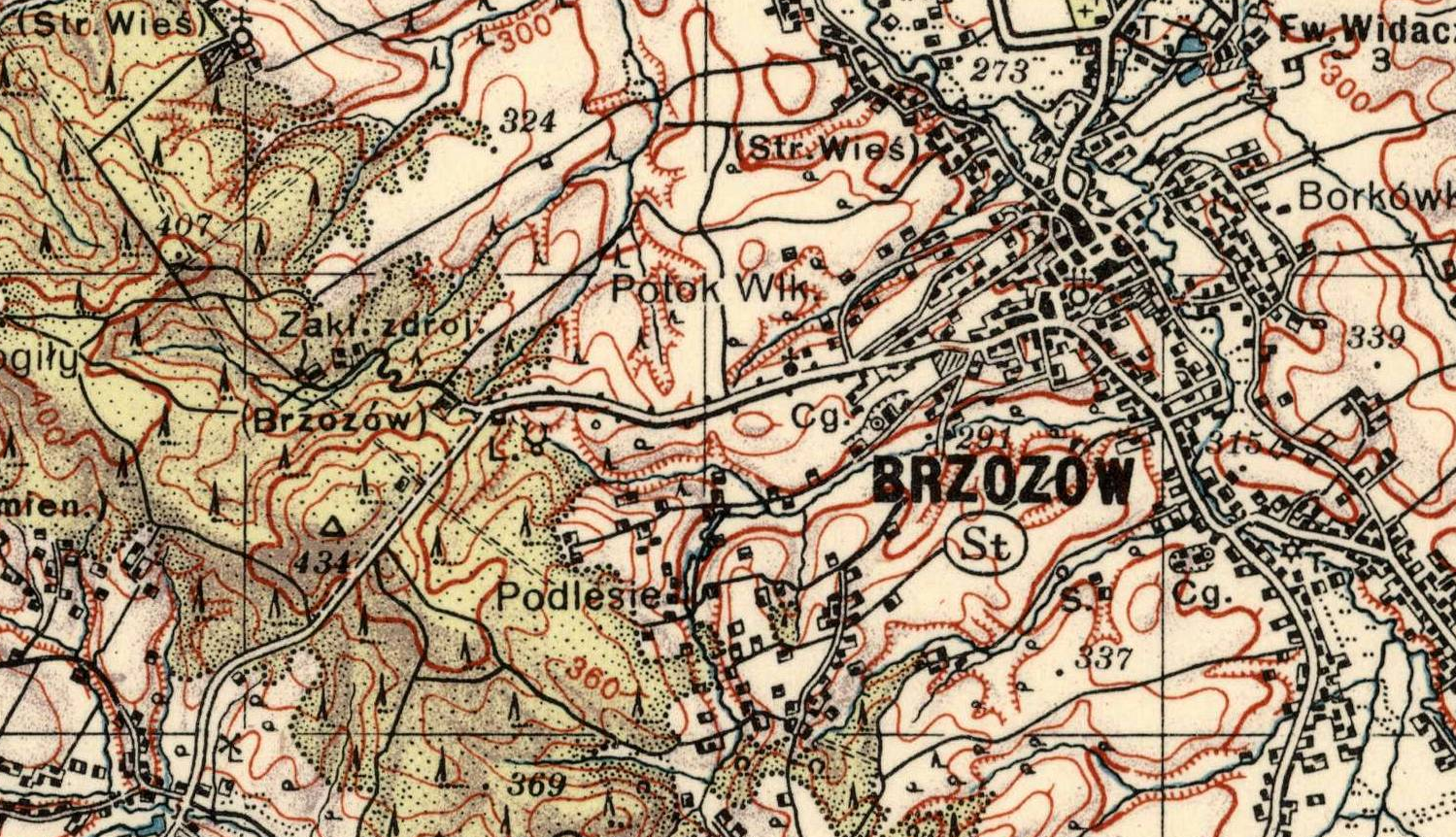
Brzozów i leżący na zachód od niego, w lesie zakład zdrojowy na mapie topograficznej z 1937 r.

Zakład zdrojowy, leczniczy w Brzozowie (spotykana także nazwa Brzozów-Zdrój) – dawny zakład zdrojowy (czasami określany uzdrowiskiem) w województwie podkarpackim, w powiecie brzozowskim, w gminie Brzozów, położony ok. 3 km na zachód od centrum Brzozowa. Przez tereny dawnych zabudowań zdrojowych przebiega ścieżka przyrodniczo-dydaktyczna „Brzozów Zdrój” wytyczona przez Nadleśnictwo Brzozów.

## Historia
Na początku XX w. podczas poszukiwań ropy naftowej, w odwiercie o głębokości 300 m natrafiono na wodę. Po dokładnym jej zbadaniu okazało się, iż jest to solanka żelazista, jodowo-bromowa, alkaliczna o dużych właściwościach leczniczych. W latach 1926–1928 dzięki staraniu biskupa przemyskiego (w rękach którego znajdowały się te tereny), Anatola Nowaka, powstał zakład leczniczy, co wiązało się z początkiem cieszącego się zresztą dużym powodzeniem, dosyć nowoczesnego jak na owe czasy uzdrowiska. Specjalizowano się w nim w leczeniu reumatyzmu, krzywicy, miażdżycy i niewydolności nerek. Zakład posiadał okazały piętrowy drewniany dom zdrojowy z 40 pokojami i kaplicą. W odległości 300 m zbudowano drewniana willę nazwaną, od imienia fundatora, „Anatolówka”. Ponadto wybudowano osobne łazienki, dwa baseny, kort tenisowy, budynki gospodarcze oraz urządzenia do odparowywania wody mineralnej. 
W 1942 roku w pobliżu zakładu zdrojowego gestapo wymordowało całą brzozowską społeczność żydowską – 1400 osób. W 1990 r. stanął pomnik upamiętniający to zdarzenie. Znajduje się tu również XIX-wieczny cmentarz żydowski, na którym przetrwało kilkadziesiąt macew. W latach 1940–1946 w budynkach zniszczonego zakładu zdrojowego mieściło się Seminarium Duchowne Diecezji Przemyskiej. Po II wojnie światowej zakład nie podjął na nowo działalności. W 1948 roku spłonęła willa Anatolówka, a budynek zdrojowy uległ dewastacji. W latach 70. XX wieku planowano reaktywację uzdrowiska, jednakże plany te nie zostały zrealizowane. W ostatnich latach powrócono do tych planów, poza rewitalizacją byłego zdroju planowana jest odbudowa ujęcia wód mineralnych połączona z budową ich rozlewni. W 1995 roku postawiono tu kaplice wotywną. 